# Мединський район
Мединський район — муніципальне утворення в Калузькій області Росії. Адміністративний центр — місто Мединь.

## Географія
Площа 1148 км² (19-е місце серед районів). Район межує з  Боровським, Малоярославецьким, Дзержинським, Ізносковським районами Калузької області, на півночі — з Можайським районом Московської області. Відстань від Медині до Калуги — 60 км.
Основні річки — Мединка, Лужа, Руть.

## Історія
Район утворений 14 січня 1929 року в складі В'яземського округу Західної області. До його складу увійшла частина земель скасованого Мятлевського повіту (до 1927 року Мединського повіту) Калузької губернії.
З 27 вересня 1937 року район у складі Смоленської області.
З 5 липня 1944 року район у складі новоствореної Калузької області.

## Економіка
- Перший в Росії завод шкільного харчування, який щодня переробляє понад 100 тонн молока (відкритий у 2008 році, побудовано 94 упорядкованих квартири в котеджному селищі для фахівців нового заводу).